# Skrattkammaren
Skrattkammaren var ett humorprogram med Jarl Borssén på TV4 under 1994. I programmet presenterar Borssén filmer inspelade med typen Dolda kameran.